# ステパン・ダヴィドフ
ステパン・イヴァノヴィチ・ダヴィドフ（Stepan Ivanovich Davydov, 1777年 - 1825年）は、18世紀から19世紀にかけてのロシアの作曲家。

## 人物
サンクトペテルブルクの宮廷合唱団でジュゼッペ・サルティに学び、劇場学校の楽長となる。女帝エカチェリーナ2世をはじめとして、当時のロシアの宮廷や上流階級ではイタリア音楽が熱心に取り入れられており、これに応えてダヴィドフも多くのオペラを作曲した。その後モスクワに移り、1815年からモスクワ帝室劇場の音楽監督などを務めた。
ダヴィドフの最も有名なオペラ作品は、1803年から1807年にかけて上演された四部作『レスタ、ドニエプルのルサールカ』である。
このオペラは、もともとオーストリアの作曲家、フェルディナンド・カウアーのジングシュピール『ドナウの娘（ドナウ川の妖精たち）』（1798年ウィーン初演）を原作としたもので、台本をロシア語に翻訳する際に舞台をドナウ川からドニエプル川に変更したことから、音楽にも手を入れる必要が生じ、ダヴィドフが補筆したものが第一部『ルサールカ』として1803年10月に初演され、大成功を収めた。
つづく第二部はイタリア人作曲家、カッテリーノ・カヴォス（1775年 - 1840年）の加筆により1804年に初演、第三部（1805年10月25日初演）と第四部（1807年9月10日初演）はダヴィドフがすべて作曲した。この作品の成功によって、伝説に基づいた「お伽噺オペラ」という一ジャンルが形成され、後にアレクサンドル・ダルゴムイシスキーをはじめとするロシアでのルサールカ（水の精）人気の端緒ともなった。
例えば、ウクライナ生まれの小説家ニコライ・ゴーゴリ（1809年 - 1852年）の小説『五月の夜、または溺れ死んだ乙女』はオペラ『レスタ、ドニエプルのルサールカ』からモティーフを得ている。
オペラ以外では、『イオアン・ズラトウストのリトゥルギヤ』ほか独唱声部を重視したイタリア様式の宗教曲を多数残した。中には行進曲風の作品も含まれるが、これらにおいて、ダヴィドフは和声的処理や音響効果の面で優れた手腕を見せている。